# Stephan Overgaer

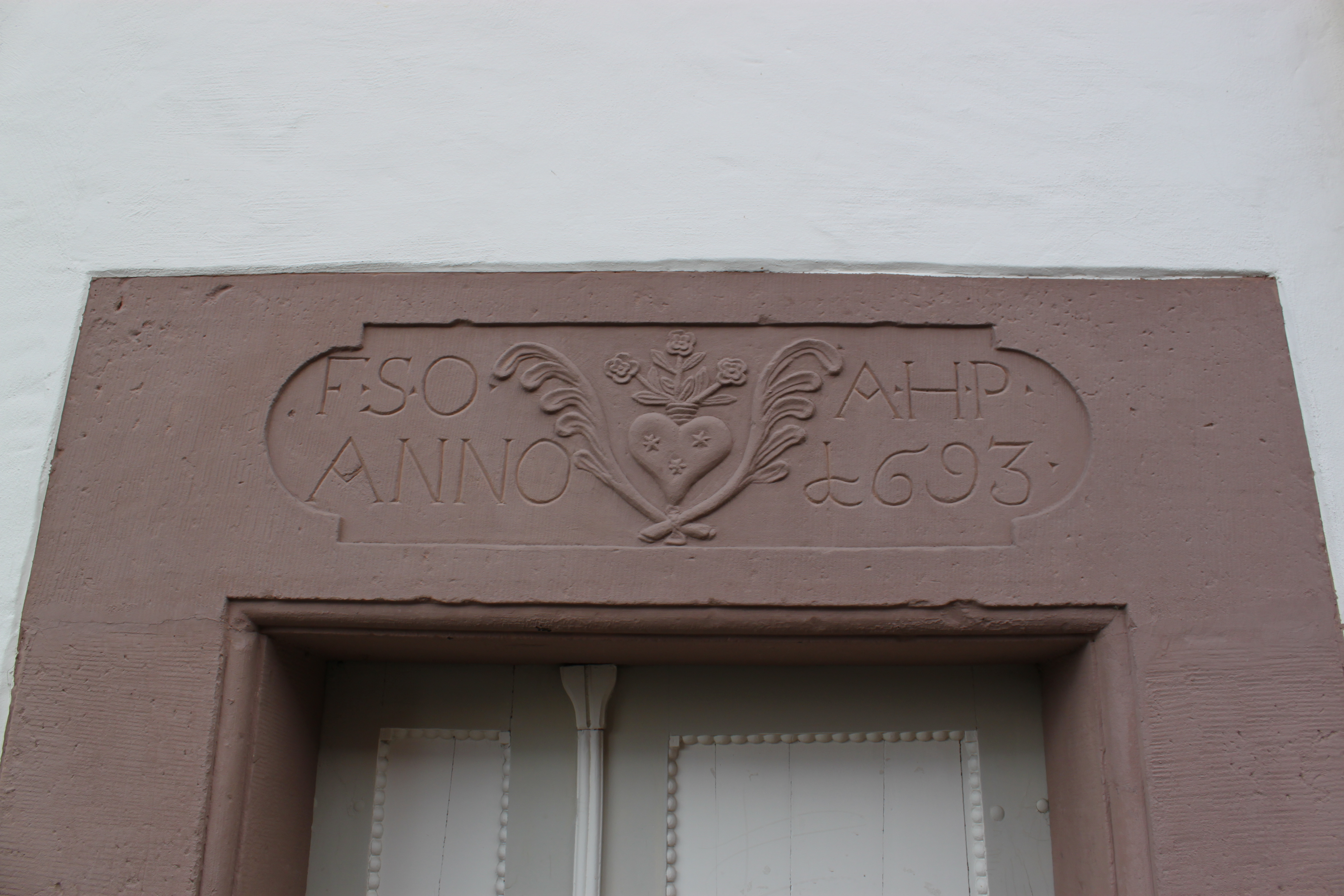
Türsturz des Warburger Mönchehofes vom Umbau 1693 mit dem Wappen Overgaers

Stephan Overgaer SOCist (* um 1627 in Beckum; † 2. Januar 1713 in Hardehausen) war Priester und Abt des Klosters Hardehausen.

## Leben
Stephan Overgaer kam um 1627 auf dem zum Kloster Marienfeld eigenbehörigen Erbe Overgahr (Bauerschaft Hinteler, Kirchspiel Beckum) zur Welt. Am 1. Mai 1645 wurde er Student am Theodorianum in Paderborn. Es folgte am 22. September 1657 eine Tätigkeit als Pfarrer in Scherfede.
Am 30. Juli 1675 wurde er zum Abt des Klosters Hardehausen gewählt. Dieses Amt hatte er bis zu seinem Tode inne. Er brachte durch Reformen und Bautätigkeit das Kloster zu neuer Blüte. Viele der heute erhaltenen Klostergebäude in Hardehausen wurden unter seiner Klosterführung errichtet. 1680 bis 1693 ließ er zudem den Warburger Mönchehof durchgreifend umbauen und 1683 eine neue Zehntscheune in Scherfede errichten.
1705 assistierte er dem  Weihbischof des Bistums Münzer, Johann Peter von Quentell bei der Weihe von Johannes Rulle zum Abt des Klosters Marienfeld.
Overgaer gilt als der Entdecker der Germeter Heilquellen, nachdem er 1679 festgestellt hatte, dass „bei Germete ein Säuerling aus der Erde quillt, der für gar viele Leiden des Unterleibs ein vorzügliches Heilmittel sei“.

## Wappen
Das Wappen von Overgaer zeigt ein Herz aus dem drei Rosen wachsen.

## Ehrungen
- Das Kloster Hardehausen, in dem heute die Landvolkshochschule „Anton Heinen“ untergebracht ist, liegt an der „Abt-Overgaer-Straße“.
- Die Hauptschule in Rimbeck ist ebenfalls nach ihm benannt.